# Ганиев, Фуат Ашрафович
Фуат Ашрафович Ганиев (1930—2016) — российский татарский учёный-филолог, член-корреспондент Академии наук Республики Татарстан, заслуженный деятель науки Российской Федерации, лауреат Государственной премии в области науки и техники Республики Татарстан.

## Биография
Родился 1 августа 1930 года в селе Насибаш Салаватского района Башкирской АССР.
В 1954 году — с отличием окончил Казанский государственный университет.
После окончания вуза работал директором средней школы, редактором Татарского книжного издательства.
С 1958 по 1992 годы — преподавал татарский язык в Казанском государственном университете.
В 1962 году — окончил аспирантуру при Институте языка, литературы и искусства (ИЯЛИ) и продолжил свою научную деятельность в стенах этого института.
В 1963 году — защитил кандидатскую диссертацию, тема «Видовая характеристика глаголов татарского языка».
В 1977 году — защитил докторскую диссертацию, тема: «Суффиксальное словообразование в татарском литературном языке».

## Научная деятельность
Внес вклад в изучение проблем сохранения и развития татарского языка, исследования вопросов татарской орфографии, совершенствования татарской письменности.
Автор более 300 научных работ, в том числе 18 монографий.
Научный редактор и соавтор трехтомной академической грамматики татарского языка, соавтор таких капитальных словарей, как однотомный «Русско-татарский словарь», «Татарско-русский словарь», «Трехтомный толковый словарь татарского языка». Руководитель, научный редактор и соавтор более 20 словарей.

## Награды
- Медаль «За трудовую доблесть» (1970)
- Заслуженный деятель науки Республики Татарстан (1989)
- Заслуженный деятель науки Российской Федерации (1994)
- Государственная премия Республики Татарстан в области науки и техники (1994)